# Gaius Helvius Cinna
Gaius Helvius Cinna (1. století př. n. l.) byl vlivným neóterickým básníkem období pozdní římské republiky. Stejně jako ostatní členové této básnické skupiny se snažil programově odlišit od dosavadní římské básnické tradice. Spolu s Valeriem Catullem a Liciniem Calvem tvořil Cinna v rámci zmíněné skupiny menší kroužek, jednotný v přísném dodržování zásad básnické tvorby.

## Život
Helvius Cinna se narodil v Bressanone v Předalpské Galii. Byl žákem Publia Valeria Catona a přítelem Gaia Valeria Catulla. S tímto básníkem patrně roku 57 př. n. l. navštívil Bithýnii jako člen družiny proprétora C. Memmnia. Existují názory, že právě tento Cinna dovedl do Říma propuštěnce básníka Parthenia z Níkaie. S jistotou lze však konstatovat pouze to, že tento řecký básník Řím navštívil a Cinnu i ostatní neóteriky značně ovlivnil. Na Caesarově pohřbu roku 44 př. n. l. byl jistý Helvius Cinna zabit rozzuřeným davem, který si jej měl splést se spiklencem Corneliem Cinnou. Zda se však opravdu jednalo o básníka Cinnu, nebo o tribuna lidu se stejným jménem není zcela jisté.  

## Dílo
Cinna napsal Propempticon (Báseň na cestu) a učený epyllion Smyrna. Ten vypráví o lásce kyperské princezny k vlastnímu otci a její proměně v myrhový strom, z něhož se narodil Adónis. Na básni pracoval devět let, protože ji chtěl vypilovat k dokonalosti. Bohužel se z ní zachovaly jen tři verše. Dílo mělo být obtížně srozumitelné a již ve středověku k němu byly psány komentáře. Dále máme od tohoto básníka k dispozici několik epigramů.

## Ukázky z díla
| „                        | SMYRNA Tebe tonoucí v slzách v úsvitu Jitřenka zhlédla a pak tě spatřila v slzách zas jakožto Večerní hvězda Avšak Smyrně ten zločin se rozrůstal ve smilném břiše | “ |
| — Přeložil Otakar Smrčka | |   |

| „                        | NA CESTU POLLIONOVI Nebudeš obdivu pln k těm nesmírným hromadám darů, které se v průběhu nesčetných věků odevšad sešly a to už od vzniku města, jež založil Kekrops, syn Belův, a od těch počátků dávných, co v Tyru se narodil Kadmos, nýbrž... | “ |
| — Přeložil Otakar Smrčka | |   |